# Georges Wasterlain

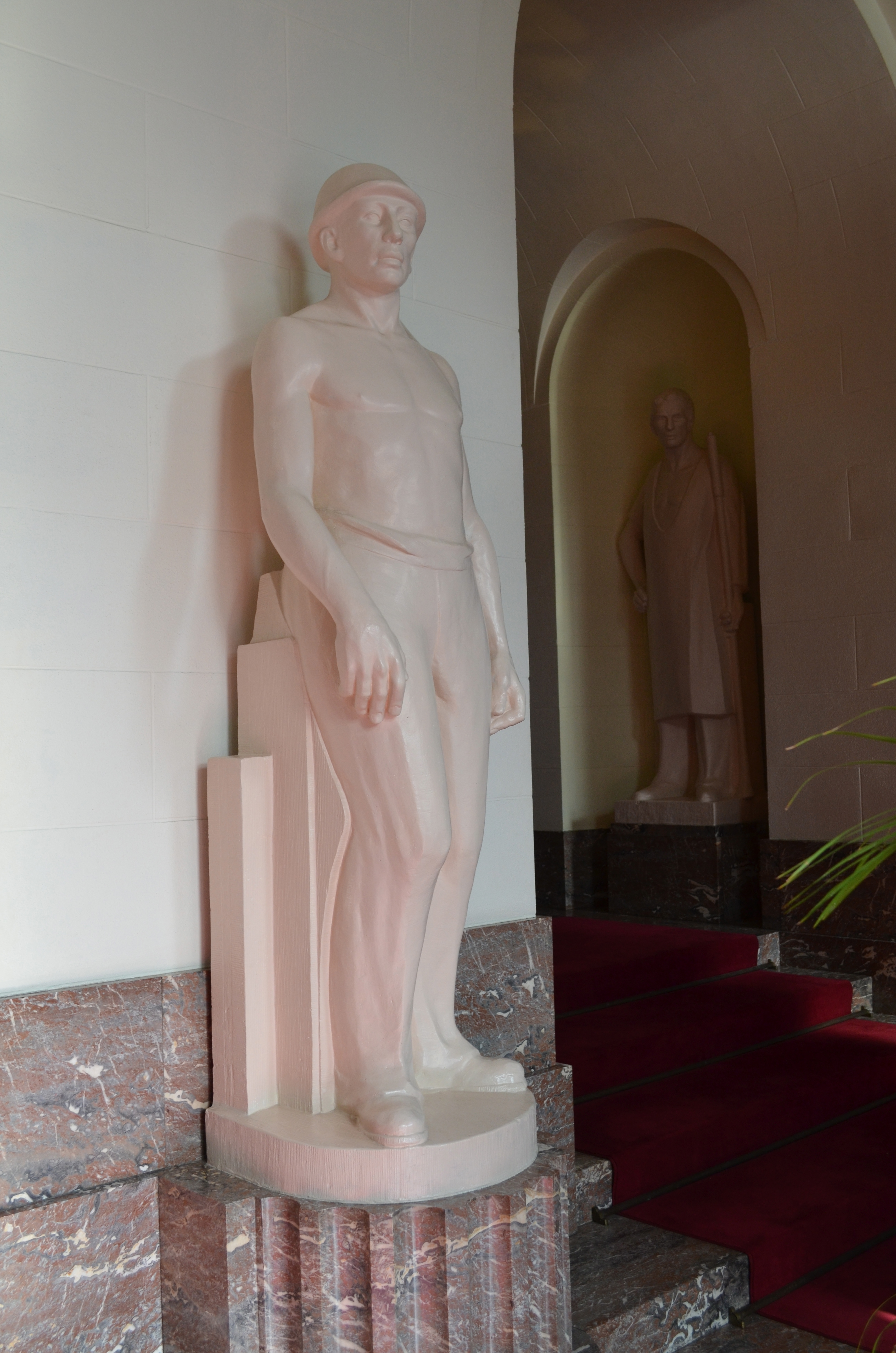
De mijnwerker - Stadhuis van Charleroi

Georges Wasterlain (Chapelle-lez-Herlaimont, 12 januari 1889 - Aalst, 1963), was een Belgisch tekenaar, schilder en beeldhouwer. Wasterlain, autodidact, maakte deel uit van de kunstkring "L'art vivant au pays de Charleroi".

## Levensloop
Georges Wasterlain werd geboren op 12 januari 1889 als oudste van vier kinderen. Zijn vader was een welstellende mijnwerker, en wou dat zijn zoon een flinke vakman zou worden. Van jongs af aan toonde hij zijn talent op school door zijn tekeningen. Hij kon zich echter niet onderwerpen aan de strenge tucht op school, en ging gaan werken in de metaalnijverheid. Op vijftienjarige leeftijd kwam hij terecht in de koolmijn van Mariement-Bascoup. Hij werkte er in het mijnstof en bestudeerde er de mijnwerkers. Zijn werkmakkers, mager met hun gekromde ruggen en nat van het zweet, werden zijn modellen. Na het werk in de mijn tekende hij hen na met potlood, krijt of houtskool, alsof hij op die manier het harde labeur kon verwerken. In 1909 werd Georges Wasterlain loteling, en soldaat bij het tweede regiment gidsen.Tijdens die periode leerde hij zijn vrouw, Irma Leclercq, kennen. Zij kregen drie kinderen, een dochter en twee zonen, Albert en Robert. De Eerste Wereldoorlog brak uit in juli 1914 en op 4 augustus werd hij onder de wapens geroepen. Spijts een bericht dat hij sneuvelde, werd hij echter levensgevaarlijk gekwetst aan de Yzer, en krijgsgevangen door de Duitse troepen. Hij kwam  terecht in het kamp van Sennelager.
Het jaar 1916 werd voor hem een annus horribilis. Er brak brand uit in de woning waar zijn vrouw en kinderen verbleven, en zijn volledige bezit ging op in de vlammen. Daarenboven stierf later dit jaar zijn teerbeminde dochter. Na de bevrijding keerde hij terug met zijn gezin naar zijn ouderlijke woonst te Chapelle-lez-Herlaimont, waarbij zijn ouders hem geboden terug in de mijn te gaan werken om zijn gezin te onderhouden, en zijn vrouw de raad gaven zijn teken- en schildersmateriaal te verbranden. Ontgoocheld door deze miskenning verliet hij zijn thuisbasis, zwierf eerst wat rond in Brussel en trok uiteindelijk in september 1919 naar Halle om resoluut voor het kunstenaarsbestaan te kiezen. Hij kocht er een huis met een zware hypotheeklast en nam het risico van zijn beslissing. Het werden harde tijden, vol koude en ontbering. Zijn echtgenote ging van huis tot huis om zijn werken te verkopen met hun zesjarig zoontje aan haar zijde. In januari 1922 nam Wasterlain deel aan een tentoonstelling in Brussel, zaal Delgay. Zijn werken vervult van groot verdriet voor zijn overleden dochtertje waren zwartgallig en somber en werden niet gesmaakt door de jury. Het werd een fiasco. Hij liet zich echter niet ontmoedigen, en één jaar later stelde hij er opnieuw tentoon met nieuwe werken. Meer en meer kwam hij tot de overtuiging dat hij moest beeldhouwen. Teneinde inspiratie op te doen ging hij te voet van Halle naar de Ardennen om er kleurrijke zonsopgangen te schilderen, en stenen te zoeken geschikt voor het beitelen. In 1924 exposeerde hij in Trazegnies  met enkel beeldhouwwerk. De kritiek was lovend, doch niet overweldigend. Twee jaar later, in 1926, waagt hij opnieuw zijn kans in zijn woonplaats Halle. Verschillende notabelen en buren komen hem begroeten, doch het mijnwerkersleven was hen onbekend, en zijn werken kenden weinig bijval. Niettegenstaande dit kreeg hij een lovend artikel in "De Standaard". De tentoonstelling in Bergen zorgde voor een positieve kritiek van kunstkenner Fernand Legrand. De verkoop nam een start en in 1928 behaalde Wasterlain de "Grand Prix du Hainaut" voor zijn globaal oeuvre in  beeldhouwwerk. Voor die gelegenheid creëerde  hij het werk "Le Violoniste", een zelfportret, want Georges Wasterlain was eveneens een begenadigd violist. In maart 1928 exposeert hij samen met Georges Minne in het "Palais du Peuple" te Charleroi. Het werd een triomf, Wasterlain kreeg dankzij zijn vriend internationale erkenning en  opdrachten stroomden binnen. Van die periode dateert het gedenkteken van Quaregnon, een triptiek van twintig meter, bestaande uit drie op elkaar gemonteerde reliëfs opgedragen aan de slachtoffers van de Eerste Wereldoorlog.

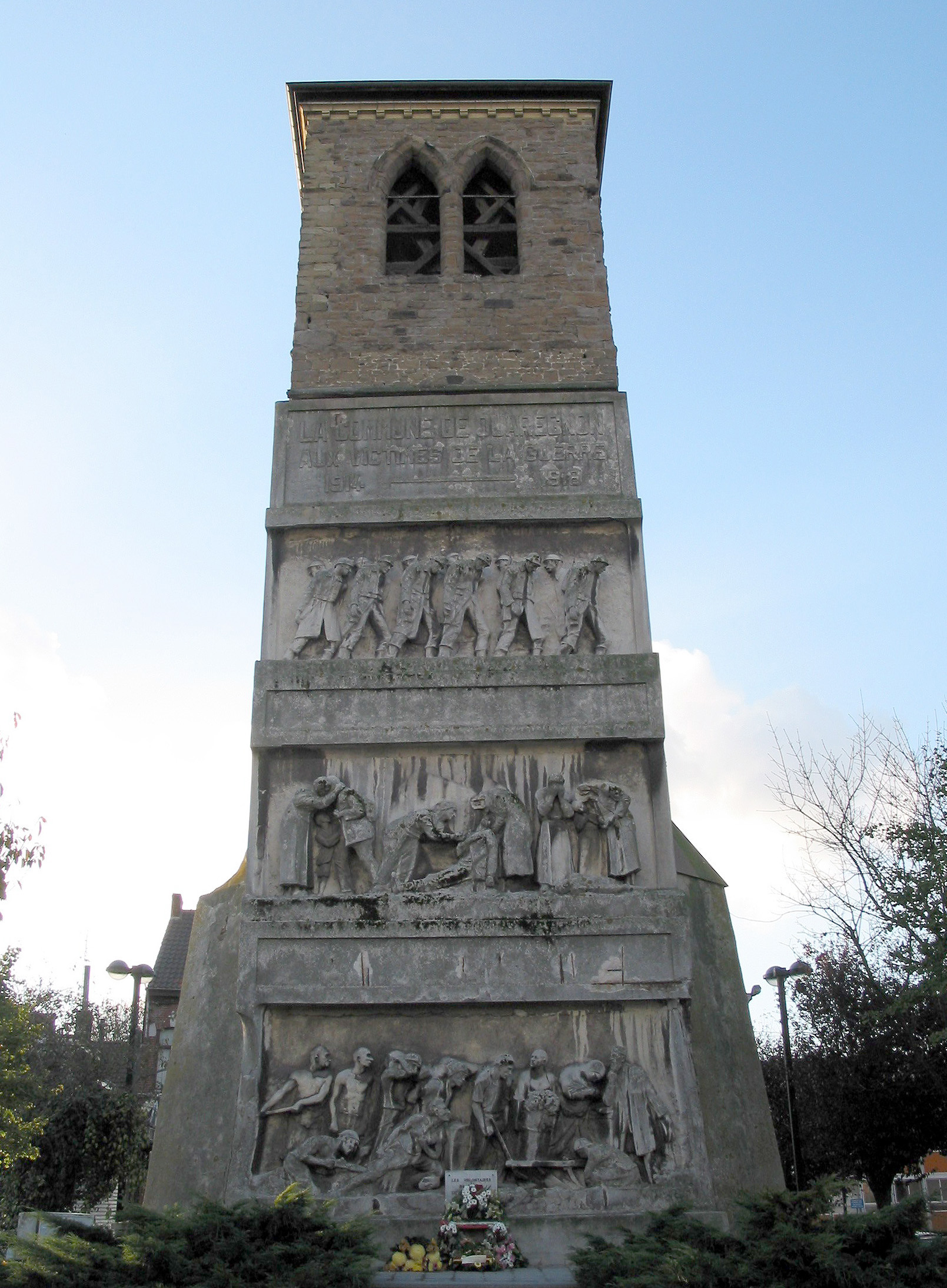
Quaregnon JPG03

In zijn gedenkteken "Gloire au Travail", opgericht in 1930 te Montignies-sur-Sambre, toont hij werkende mijnwerkers, getekend door het harde leven.

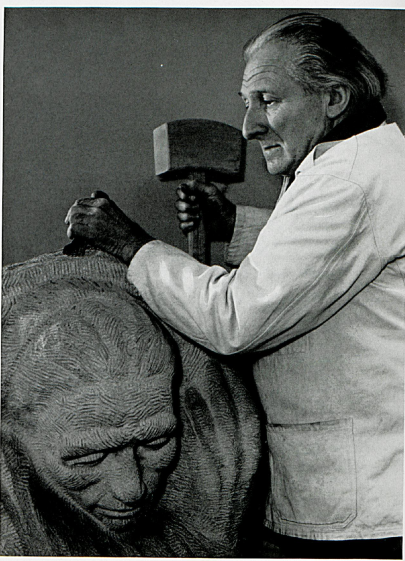
Wasterlain aan het werk "en taille directe" (1959)

Dan volgde het gedenkteken aan de slachtoffers van de oorlog 1914-1918 in Fleurus. Van 1928 tot 1940 participeerde hij aan alle tentoonstelling van "Le Salon du Bon Vouloir" te Mons. Hij werd jurylid van de "Cercle Artistique de Charleroi". In 1933 werd een verbond opgericht met diverse kunstenaars "L'art vivant au Pays de Charleroi" teneinde de elitaire kunst dichter bij het volk te brengen. Wasterlain was hiervan de voortrekker en grote bezieler. In 1934 werd onder zijn voorzitterschap het eerste nationale kunstsalon georganiseerd met diverse bekende kunstenaars. Daarna volgde een internationale tentoonstelling in Brussel, nam hij als jurylid deel aan het Salon van Gent in het feestpaleis alsook te Luik. In 1936 beeldhouwde hij vier prachtige figuren van de arbeid voor de inkomhal van het stadhuis te Charleroi. De Tweede Wereldoorlog brak uit in 1940, en Wasterlain was gefascineerd door de verheerlijking van de arbeider, die gepropageerd werd door de Duitse bezetter. Hij werd president van het Communauté Culturelle Walonne (C.C.W.). In samenwerking met nazi-Duitsland organiseerde het C.C.W. tentoonstellingen in Düsseldorf en Wuppertal onder de naam "Wallonische Kunst der Gegenwart". Bij de bevrijding werd Wasterlain veroordeeld als collaborateur. Wasterlain was hierdoor verbitterd. Hij wou de Waalse kunst op een hoger niveau tillen, wars van alle politieke ideologie, die werd verkondigd door Rex. Eens gelauwerd, werd hij uitgespuwd door zijn vroegere aanbidders. Wasterlain trok zich terug, werd eenzaam, en klom gelouterd uit een diep dal. Hij durfde de straat niet meer op, en verhuisde in 1947 naar een rijwoning in de Moorselbaan 277 te Aalst. Vandaar organiseerde hij in alle bescheidenheid verscheidene tentoonstellingen in het Vlaamse land, en ontving diverse opdrachten. Van die periode dateren onder andere de werken in het College van Dendermonde, in het St-Jozefinstituut te Kortrijk en de kerk van Bissegem. Het religieuze en de verzoening met het lijden van Christus nemen meer en meer de bovenhand. Georges Wasterlain sterft in maart 1963.

## Stijl
Wasterlain was in de beginperiode begeesterd door het harde labeur in de koolmijn. Hij portretteerde er de mijnwerkers in houtskool in wit en zwart, zonder kleuren. Zijn schilderijen geven forse penseelstreken weer, zonder overvloed van kleuren. Bekend zijn ook zijn zonsopgangen, die getuigen van veel licht. Later kwam het beeldhouwen; en nam de bovenhand.  Hij leerde te werken met klei en gips om zijn figuren te boetseren en in brons te gieten. Tevens maakte hij gebruik van cement vermengt met graniet.In die periode maakt hij veel werken in bas-reliëf. Vanaf 1925 zoekt hij naar de eenvoud via het kubisme en meer bepaald het constructivisme. Deze stijl verlaat hij vlug, om terug te keren naar zijn klassieke stijl. De uitbeelding van de mijnwerkers blijven zijn voorkeur genieten. De manier waarop deze getoond worden verschilde van de andere kunstenaars door de tragedie van hun bestaan te benadrukken. Hij beeldde hen niet uit als 'helden van de arbeid' toch als hardwerkende, zwetende dienaars van het volk.

## Galerij

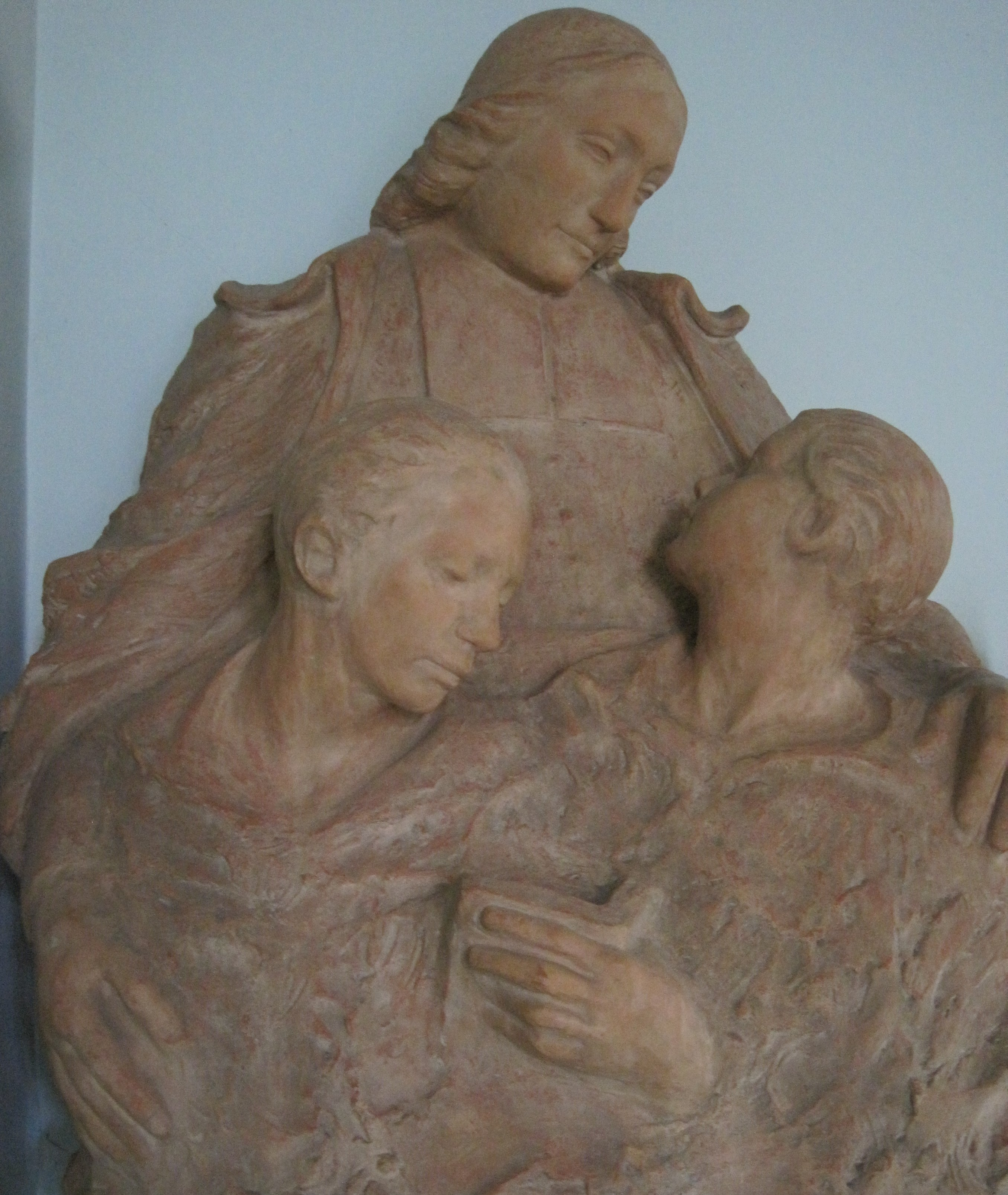
Beeld van de stichter van de Christelijke scholen, in opdracht van de Broeders van het St. Jozefsinstituut te Kortrijk (nu: Guldensporencollege)
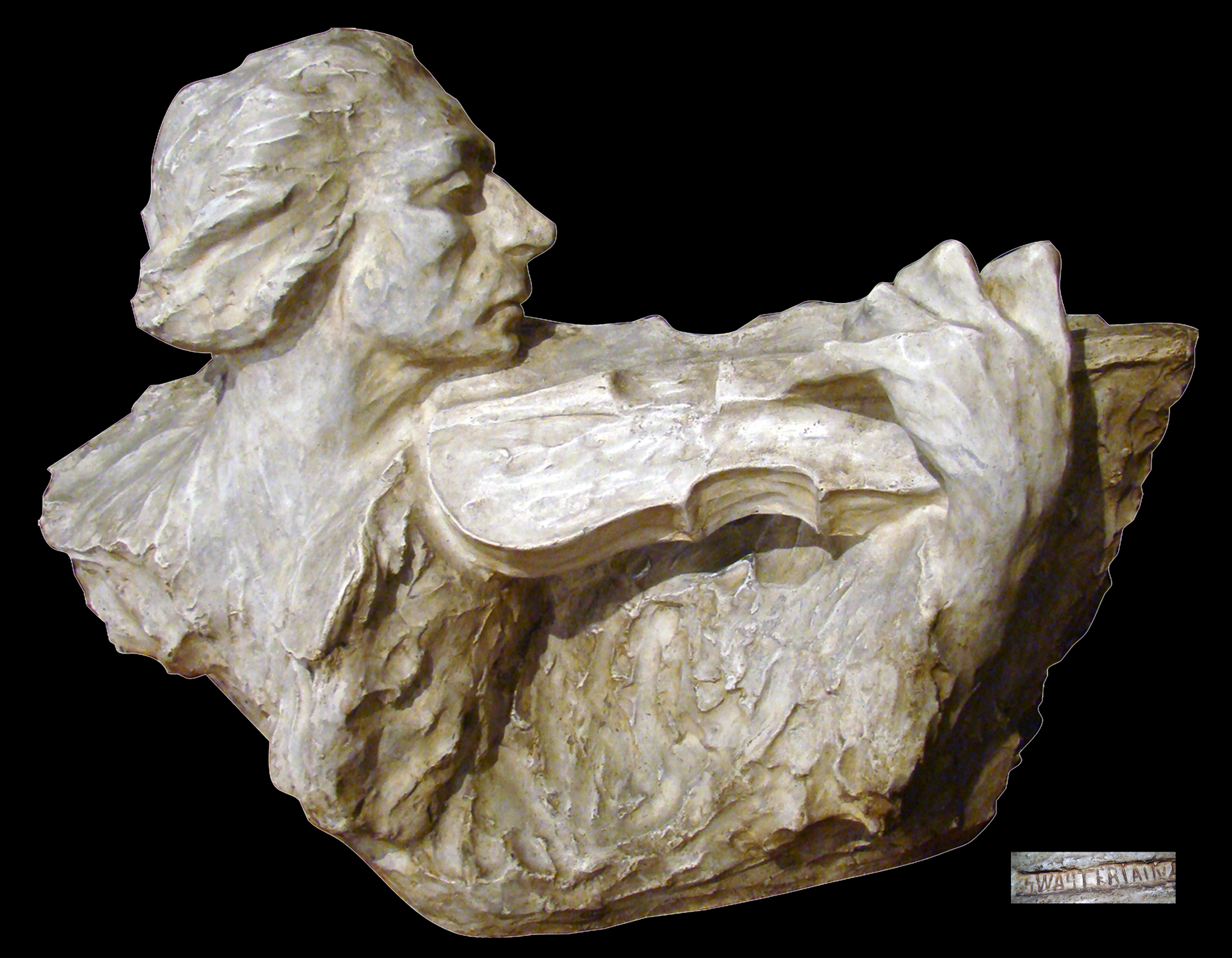
Zelfportret van de beeldhouwer. Laureaat Grote Prijs van Henegouwen 1928
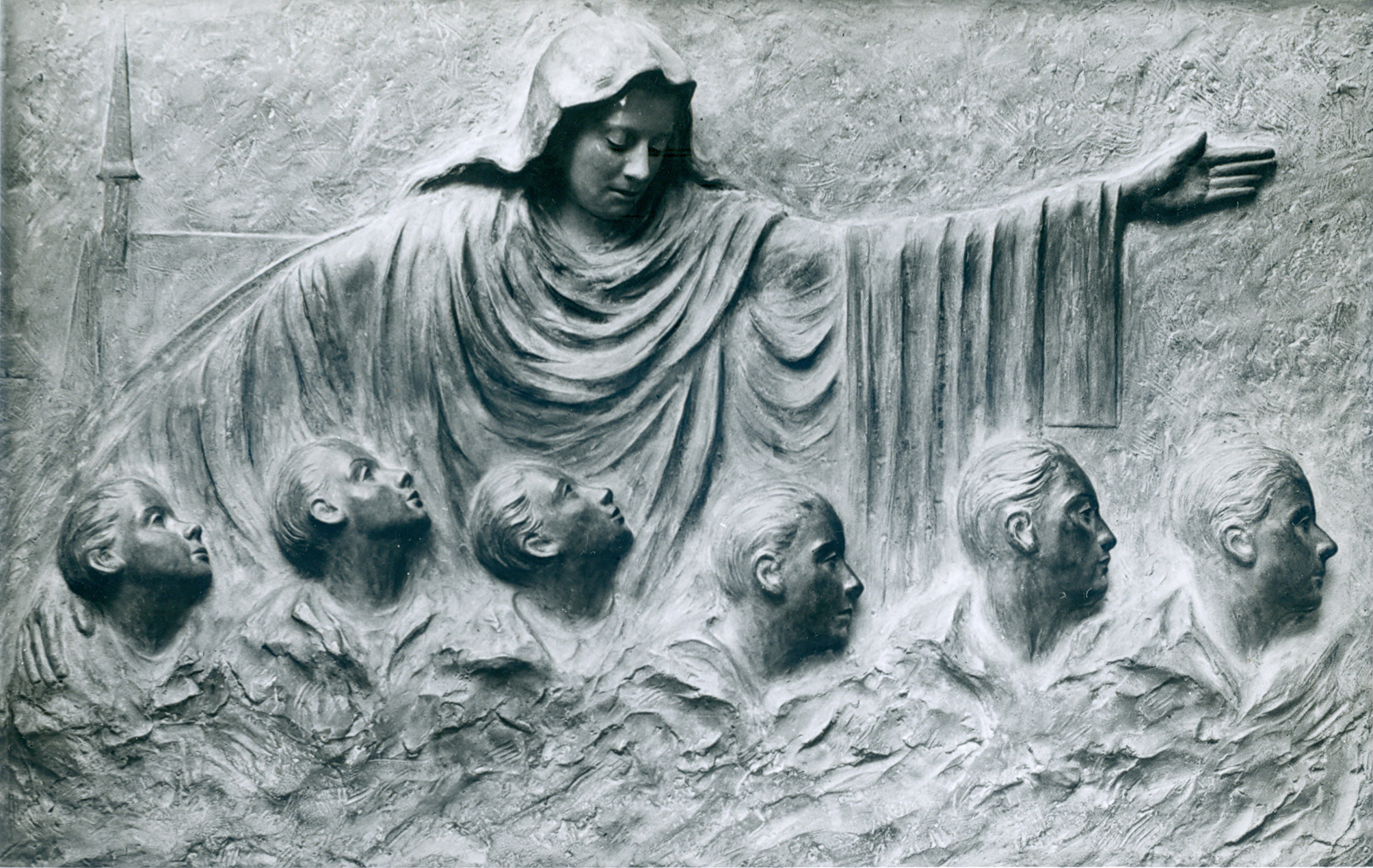
In de inkomhal van het H.Maagdcollege te Dendermonde, liet superior Van Hove de kunstzinnige afbeelding plaatsen van de H. Maagd, als beschermvrouwe van de studerende jeugd.
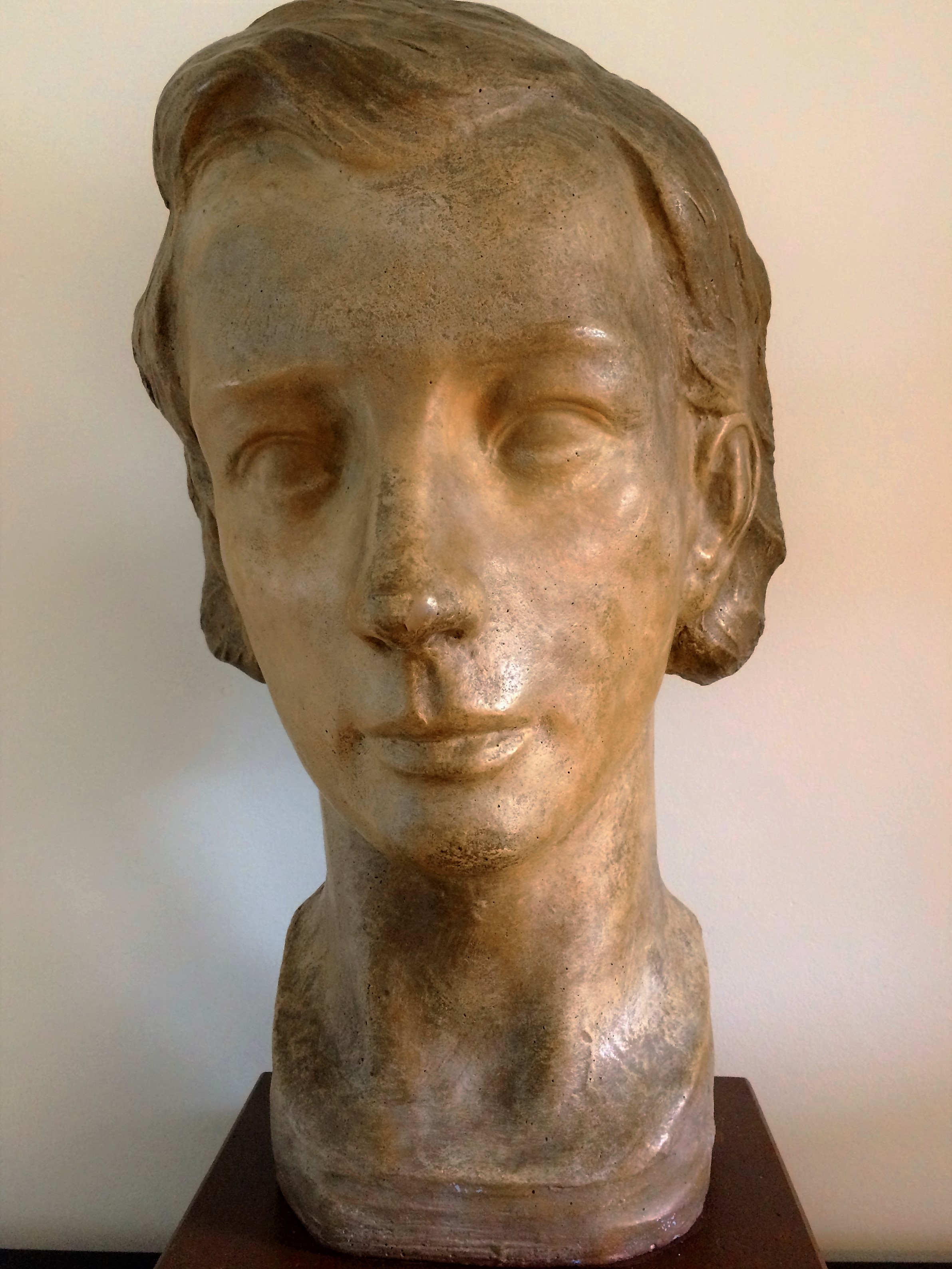
Jongeling
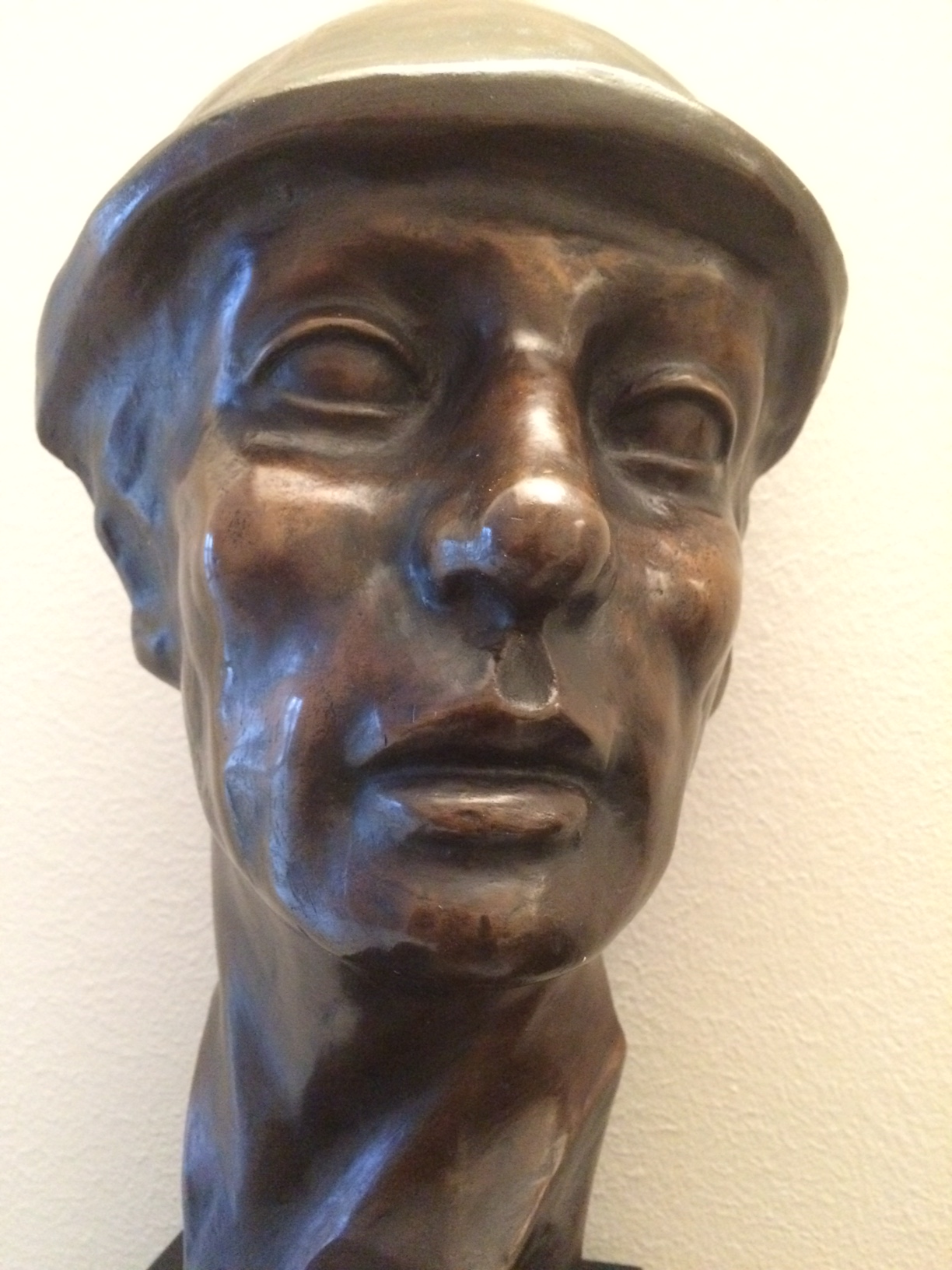
Mijnwerker